# Василина, Пётр Кириллович

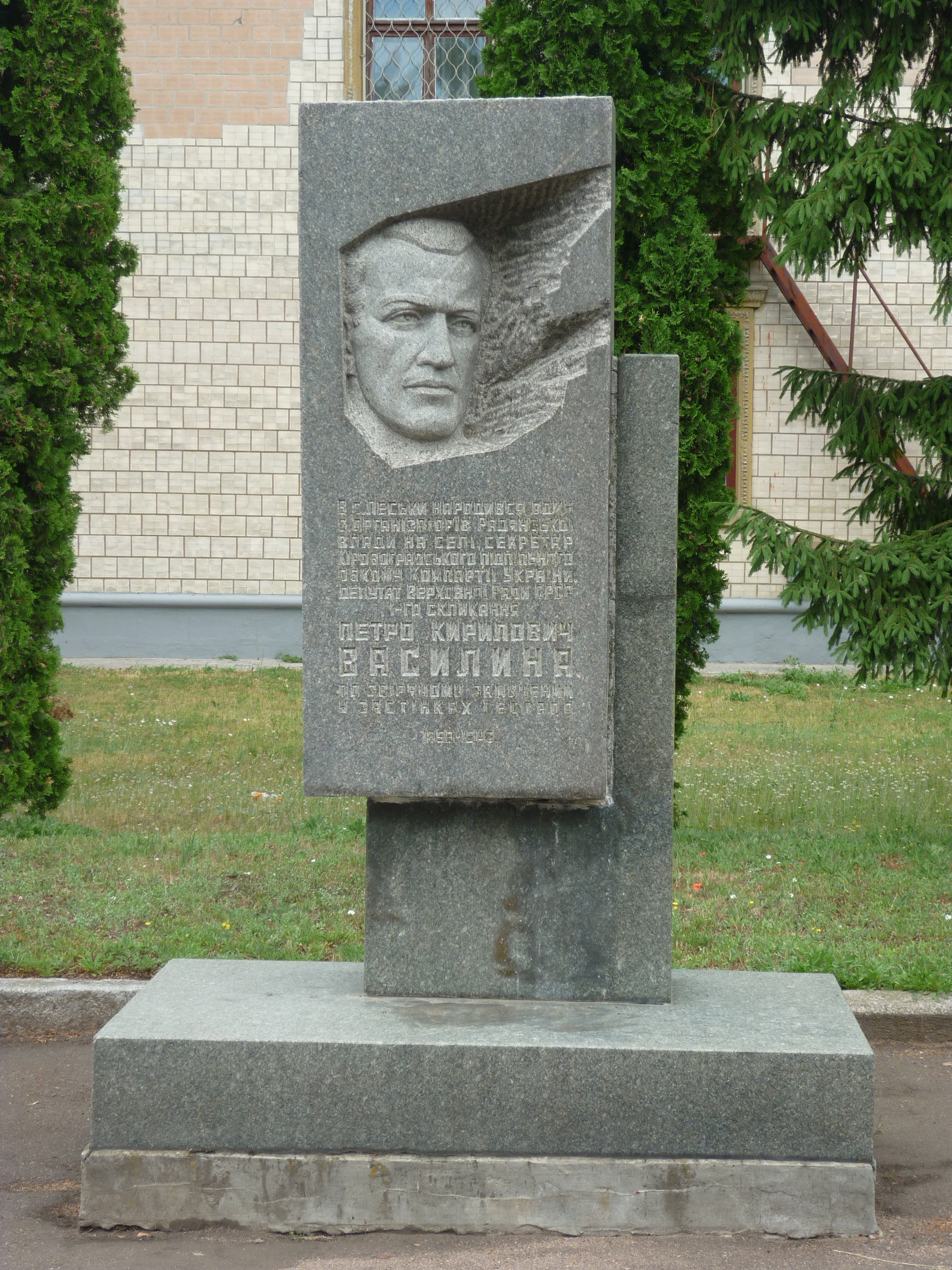
Памятник П. К. Василине

Пётр Кириллович Василина (11 [23] августа 1899, Леськи, Киевская губерния — декабрь 1941, Черкассы, Киевская область) — руководитель партизанского подполья на территории Кировоградской области в годы Великой Отечественной войны, председатель Чернобаевского комбеда, директор Каменской МТС и председатель Каменского райисполкома.

## Биография
Родился 11 (23) августа 1899 года в селе Леськи, Черкасский уезд, Киевская губерния, Российская империя (ныне Черкасский район, Черкасская область) в крестьянской семье.
Окончил 4-классную школу, помогал родителям по хозяйству, батрачил. Ранней весной 1913 года поехал в Кривой Рог и два года работал коногоном на шахте французского акционерного общества. В 1915 году вернулся домой и поступил в 2-классное училище, летом батрачил.
Во время гражданской войны был красным конником 7-го Сумского полка, впоследствии — Киевского кавалерийского дивизиона. Весной 1920 года демобилизовался, вступил в ЧОН, воевал на Подолье и юге Украины.
С 1923 года — председатель комитета бедноты в Леськах, председатель районного комитета бедноты Шевченковского округа, впоследствии — заведующий земельным участком Чернобаевского и Каменского районных исполкомов. Член ВКП(б) с 1926 года. С 1936 года — директор Каменской МТС. На выборах в Верховный Совет СССР, состоявшихся 12 декабря 1937 года, был избран депутатом Совета Союза от Смелянского избирательного округа Киевской области.
В 1938 году избран первым секретарём Каменского райкома партии. В 1939 году, с образованием Кировоградской области, избран членом бюро Кировоградского обкома партии и назначен заведующим сельским отделом. Делегат 18-го съезда ВКП(б)с решающим голосом. В 1939 году — участник ВДНХ.
С июля 1941 года — руководитель партизанского подполья, секретарь Кировоградского подпольного обкома партии. В августе 1941 года организовал партизанские группы в Чигиринском, Златопольском и Каменском районах. В лесах Холодного Яра создал партизанский отряд и стал его комиссаром.
В ноябре 1941 года арестован полицаями на подворье своего отца в селе Леськи и вывезен в Черкассы.
В Черкассах подвергся пыткам, в надежде на сотрудничество переведён в тюремную больницу, но от сотрудничества отказался.
В декабре 1941 года замучен гестаповцами в черкасской тюрьме — был разорван немецкими овчарками.

## Награды
- Орден Ленина[3] (1940[источник не указан 403 дня]);
- орден Отечественной войны 1-й степени (посмертно)[3].

## Память
- В 1972 году именем названа улица в городе Черкассы[2];
- именем названа улица в Кропивницком, где установлена памятная доска[6];
- памятник в селе Леськи[2].